# Until You Come Back to Me
"Until You Come Back to Me (That's What I'm Gonna Do)" es una canción escrita por Morris Broadnax, Clarence Paul y Stevie Wonder. La canción fue grabada originalmente por Stevie Wonder en 1967, pero su versión no fue lanzada como sencillo y no apareció en un álbum hasta la antología Looking Back de 1977.
La versión más conocida de esta canción fue realizada por Aretha Franklin, Lanzada como primer sencillo de su vigésimo álbum de estudio Let Me in Your Life en noviembre de 1973, tuvo un gran éxito en las listas de Billboard. La canción alcanzó el número 1 en la Hot Soul Singles y el número 3 en el Billboard Hot 100 en 1974. Fue certificado disco de oro por la RIAA.

## Posicionamiento en listas
| Lista (1973–1974)                             | Máxima posición |
| --------------------------------------------- | --------------- |
| Canadá (RPM Top Singles)                      | 8               |
| Estados Unidos (Billboard Hot 100)            | 3               |
| Estados Unidos (Billboard Adult Contemporary) | 33              |
| Estados Unidos (Billboard R&B Singles)        | 1               |
| Estados Unidos (Cash Box Top 100)             | 7               |
| Estados Unidos (UK Singles Chart)             | 26              |

## Otras versiones
- En 1983, Leo Sayer presentó una versión en su álbum Have You Ever Been in Love, y la lanzó como sencillo, titulada "Till You Come Back to Me". Alcanzó el número 51 en el Reino Unido.[9]

- En 1984, la canción se convirtió en un éxito de nuevo cuando Luther Vandross la incluyó como parte de un medley en Superstar. El popurrí alcanzó el número 87 en el Billboard Hot 100[10] y el número 5 en la lista Hot R&B/Hip-Hop Songs.[11]
- En 1986, el saxofonista Richard Elliot la incluyó en su álbum Trolltown
- Basia grabó esta canción en 1989 para su álbum London Warsaw New York y alcanzó el número 33 en la lista Adult Contemporary de Billboard.[12]
- Miki Howard grabó la canción para su álbum homónimo de 1989. Su versión fue un éxito de R&B en 1990 cuando alcanzó el número 3 en la lista Hot Black Singles de Billboard.[13]
- En 1995 Bobby Caldwell realizó una versión que fue incluida en su álbum Soul Survivor.
- En 2003 Cyndi Lauper grabó una versión de "Till You Come Back to Me" para su séptimo álbum de estudio At Last.[14]